# Gemarkung Zaubach
Zaubach ist eine Gemarkung auf dem Gemeindegebiet von Stadtsteinach im Landkreis Kulmbach (Oberfranken, Bayern). Sie hat eine Fläche von 6,471 km² und ist in 965 Flurstücke aufgeteilt, die eine durchschnittliche Flurstücksfläche von 6706,01 m² haben. In ihr liegen die Gemeindeteile Höfles, Oberzaubach und Unterzaubach. Benachbarte Gemarkungen sind Lehenthal im Westen, Rugendorf und Schwand im Norden, Stadtsteinacher Forst im Osten und  Stadtsteinach im Süden.